# Lippai török bazár
A lippai török bazár műemlék épület Arad megyében. Kulturálisan fontos, mivel egyedülálló Románia területén. A romániai műemlékek jegyzékében az AR-II-m-A-00623 sorszámon szerepel.